# Otfrid Förster

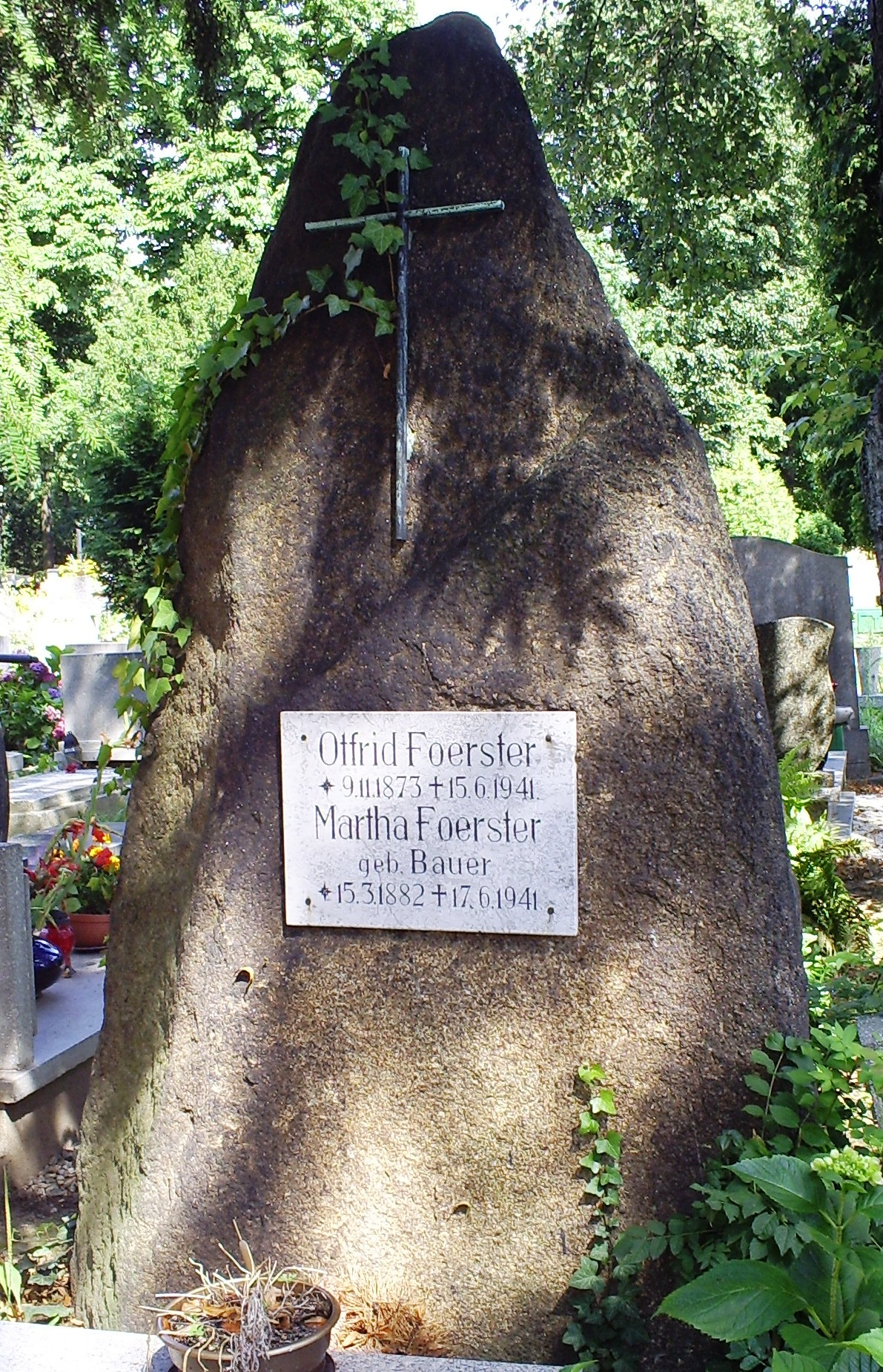
Monumento a Otfrid Förster.En Breslavia, Polonia

Otfrid u Otfried Förster (o Foerster) (Breslau, 9 de noviembre de 1873 - íd. 15 de junio de 1941) fue un neurólogo y neurocirujano alemán. 

## Biografía
Estudió fundamentalmente el cerebro y el sistema nervioso y enseñó en la Universidad de Breslau (Polonia). Publicó una gran cantidad de trabajos sobre neurología. Entre sus discípulos tuvo al neurólogo español Manuel Peraita Peraita (1908-1950)

## Obras
- Physiologie und Pathologie der Coordination, Jena 1902
- Atlas des Gehirns, herausgegeben von Karl Wernicke, Berlín 1903
- Beiträge zur Hirnchirurgie, Berlín 1909
- Die Kontrakturen bei den Erkrankungen der Pyramidenbahn, Berlín 1909
- Über die operative Behandlung spastischer Lähmungen mittels Resektion der hinteren Rückenmarkswürzel, Berlín 1911
- Zur Pathogenese und chirurgische Behandlung der Epilepsie, Leipzig 1925
- Der Schmerz und seine operative Behandlung, Halle 1935

- Datos: Q84373
- Multimedia: Otfrid Foerster / Q84373